# Missen-Wilhams
Missen-Wilhams település Németországban, azon belül Bajorországban. Lakosainak száma 1540 fő (2023. december 31.). Missen-Wilhams Grünenbach, Weitnau, Oberstaufen és Immenstadt im Allgäu községekkel határos.

## Népesség
A település népessége az elmúlt években az alábbi módon változott:
| Lakosok száma | 1139 | 1094 | 1403 | 1409 | 1394 | 1433 | 1447 | 1454 | 1516 | 1540 |
|               | 1970 | 1975 | 2011 | 2012 | 2014 | 2015 | 2017 | 2019 | 2022 | 2023 |